# EP Industries
EP Industries, a.s. (dříve EP Industry, a.s.) je český konglomerát sdružující průmyslové společnosti působící ve Střední Evropě s většinou aktiv v České republice.
Společnost vznikla v roce 2011 odštěpením většiny neenergetických aktiv z Energetického a průmyslového holdingu. Vlastníkem společnosti je EP INDUSTRIES HOLDING LIMITED, kterou vlastní EPI Holding, a.s. (60% podíl, jediný akcionář Daniel Křetínský) a NERUNA LTD (40% podíl, zřejmě ovládaná J&T Private Equity Group).
Společnost mimo jiné vlastní:
- Elektrizace železnic Praha
- SOR Libchavy
- AVE CEE
  - Pražské služby (19% podíl)
- Energetické montáže Holding (88% podíl)
- EP Cargo (40% podíl[zdroj?])

V letech 2012 až 2014 byla také vlastníkem společnosti První brněnská strojírna a.s.
Společnost k září 2020 stále držela některá aktiva v teplárenství, přestože 7. září 2020 společnost oznámila odprodej Pražské teplárenské a.s. a maďarské teplárny Budapesti Erömü společnosti Veolia.